# Naselje hrvatskih branitelja
Naselje hrvatskih branitelja je naselje u sjevernom dijelu Kneževih Vinograda, istočno od ceste prema Kamencu i zapadno od ceste prema Kotlini, nekadašnje beljsko naselje, koje je taj naziv dobilo poslije mirne reintegracije (1997. ili 1998), iako nema neposredne veze s hrvatskim braniteljima.

## Nastanak
Izgrađeno je 70-ih godina 20. stoljeća sredstvima solidarnosti kako bi se stanovnici tzv. (beljskih) pustara (Jasenovca, Kozjaka, Mirkovca, Podunavlja i Sokolovca), koji su bili zaposleni u tadašnjoj beljskoj Poljoprivredi Mirkovac, preselili u urbanije naselje. Tada se naselje sastojalo od 36 dvodomki s po dva dvosobna stana od 50-ak kvadratnih metara s okućnicama. Nakon nekoliko godina sagrađene su još dvije dvodomke.
Službeno, stanari su u tom naselju počeli živjeti od 1. svibnja 1977. godine. Danas ih ima između 200 i 300.

## Ime
U početku je nazvano Naselje solidarnosti, no kako je taj naziv izazivao neke negativne asocijacije, ime je 1986. godine promijenjeno u Ulica 7. vojvođanske brigade.